# Ludivine Dedonder
Ludivine Dedonder, née le 17 mars 1977 à Tournai (Belgique), est une femme politique belge socialiste, ministre de la Défense du 1er octobre 2020 au 3 février 2025.

## Biographie

### Famille
Son grand-père, Jean Dedonder, gagne la Coupe de Belgique de football en 1956 avec le Royal Racing Club Tournai.

### Formation
Ludivine Dedonder obtient un diplôme d'Ingénieur de gestion à l'Université de Liège. Elle commence sa carrière dans la logistique pour l'université de Liège.

### Carrière de journaliste
Passionnée de football, Ludivine Dedonder rejoint le service des sports de la RTBF et présente le journal des sports sur NoTélé,,, la télévision communautaire de la région de Tournai.

### Carrière politique
Son engagement à la Croix-Rouge conduit Ludivine Dedonder à rejoindre le parti socialiste.
De 2002 à 2006, elle est conseillère au cabinet du ministre wallon Michel Daerden. En 2006, elle est élue conseillère communale à Tournai, ville dont elle est échevine jusqu'en 2019. Lors des élections fédérales de 2019, elle occupe, dans le Hainaut, la 2e place sur la liste PS pour la Chambre où elle est élue. 
En octobre 2020, elle devient ministre de la Défense, première femme à occuper ce poste en Belgique.
En décembre 2024, elle présente le plan opérationnel  de défense pour 2025, avec, notamment, davantage de troupes déployées en opérations extérieures, le retour d'un contingent belge dans la KFOR et le redéploiement de quatre F-16 belges en Islande.

## Distinction
- Grand officier de l'ordre de Léopold en 2024[8], au titre de « ministre de la Défense ».